# Gra karciana

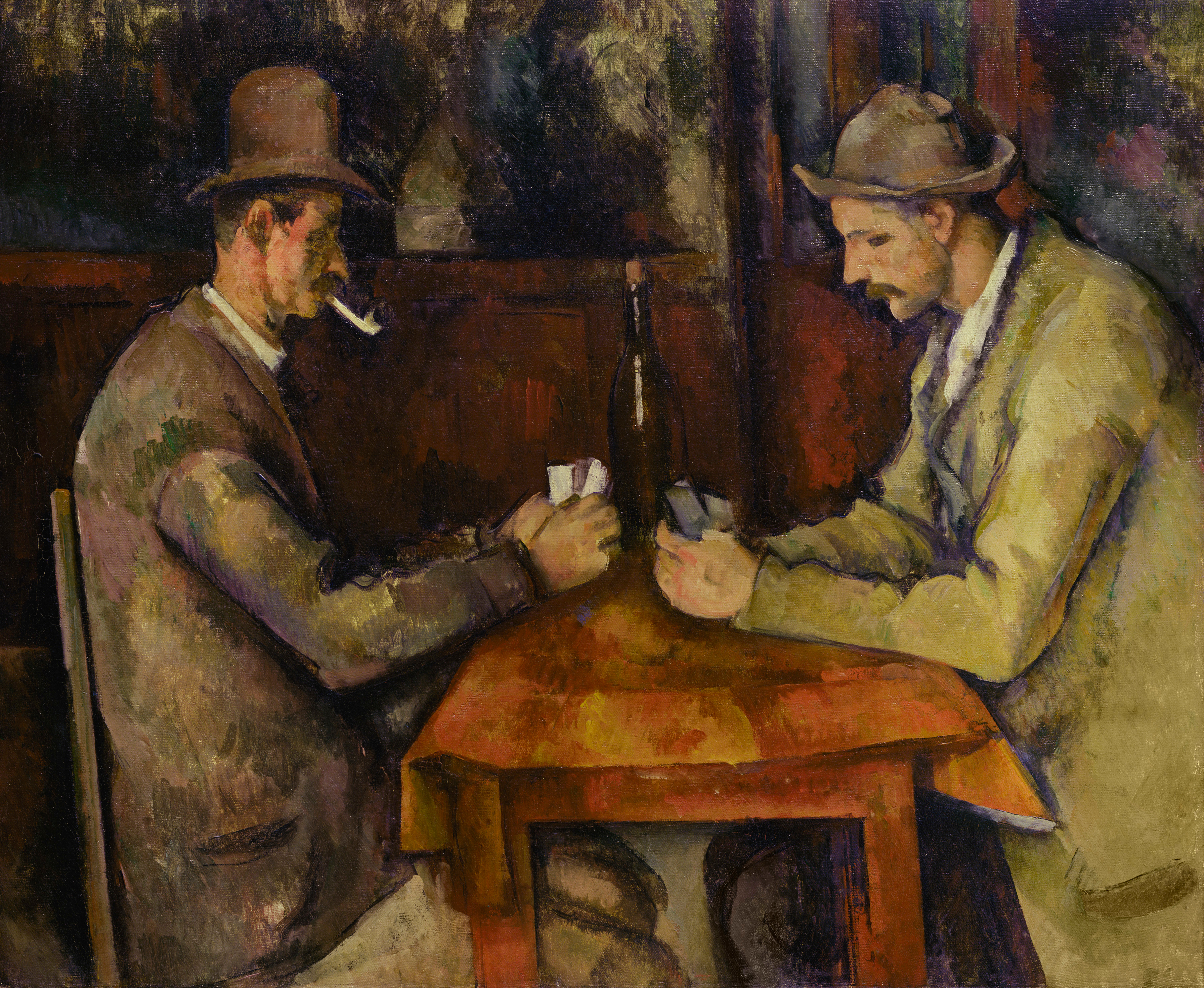
Grający w karty (mal. Paul Cézanne, 1894-1895)

Gra karciana – gra, w której używa się kart do gry.

## Rodzaj użytych kart
Podstawowy podział przebiega między grami tradycyjnymi i kolekcjonerskimi grami karcianymi. Wśród gier tradycyjnych stosuje się najczęściej talie bazujące na talii brydżowej lub tarotowej.

## Liczba graczy

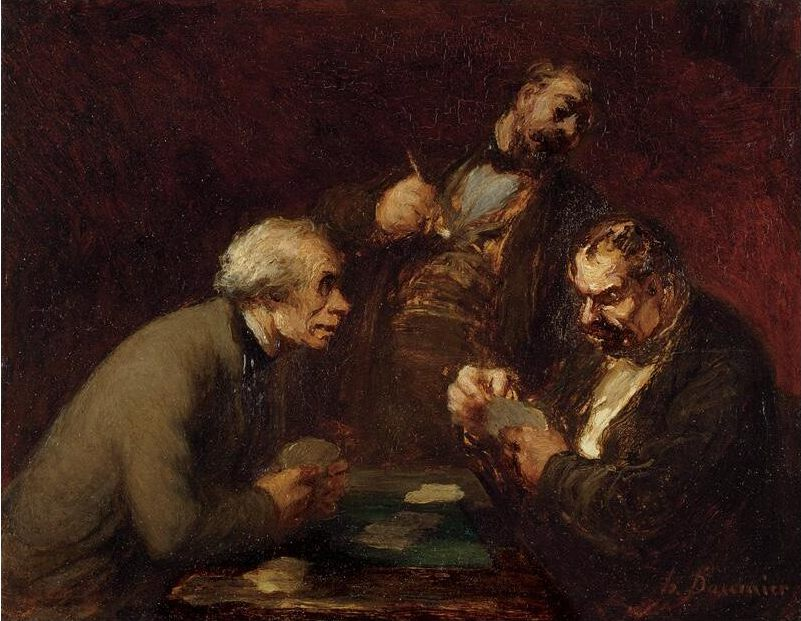
Gracze (mal. Honoré Daumier, 1859/62)

Liczba graczy może wahać się od 1 (pasjanse), w nielicznych przypadkach sięgając nawet 20 (poker).
W pewnych grach jak poker, makao może brać udział różna liczba graczy bez szczególnych zmian reguł gry. Pewne gry posiadają specjalne warianty dla różnych liczb graczy (np. kierki, które są przeznaczone dla czterech graczy, mają wariant dla trzech). Istnieją również gry, w których przy liczbie graczy większej niż przewidziana gracze kolejno opuszczają rozdania (skat, różne odmiany tarota). Inne gry praktycznie nie przewidują możliwości uczestnictwa w nich innej niż przewidziana liczby graczy (brydż, chociaż istnieje wersja z „dziadkiem” niebiorącym udziału w licytacji).
Gracze w grach karcianych grają samodzielnie lub dobierają się w drużyny, które są stałe (brydż) lub zmieniają się (skat).

## Liczba talii
W grach karcianych zazwyczaj używa się 1 talii złożonej z 52 (54 jeżeli są używane jokery) kart, jednak liczba używanych kart może być różna w zależności od gry (od 24 do ponad 400). Jeżeli liczba kart używanych grze jest większa niż 52 (54 jeżeli są używane jokery) oznacza to, że do gry używa się dwóch lub więcej talii.

## Mechanizm i cel gry

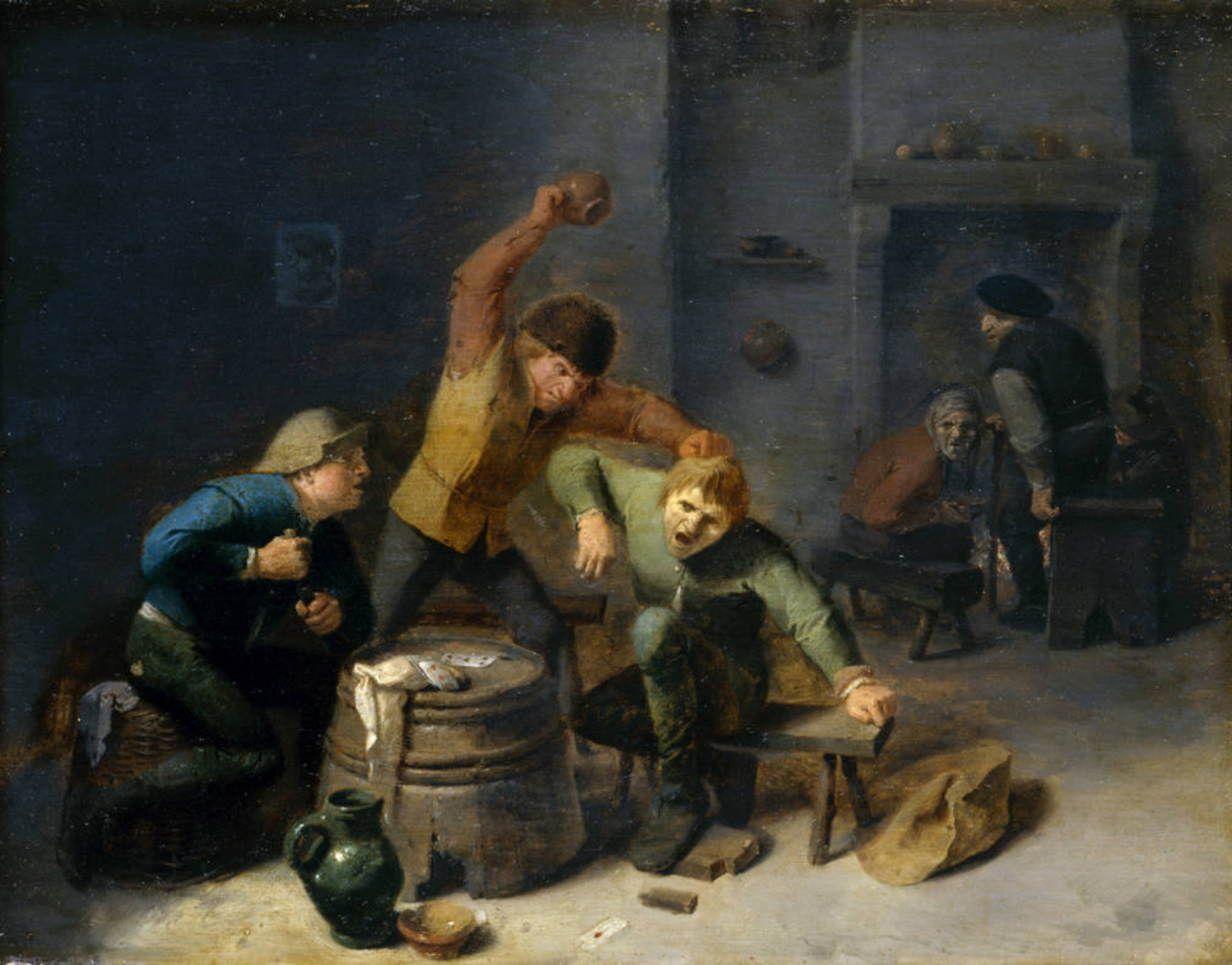
Bójka przy kartach (mal. Adriaen Brouwer, 1631)

### Gry z braniemlew
Lewę stanowią najczęściej karty wyłożone po jednej kolejno przez każdego gracza. Jeden gracz (ten który dołożył najstarszą kartę) bierze lewę. Gry te są często poprzedzane licytacją.

#### Licytacja
W wielu grach występuje element licytacji, w której gracze zobowiązują się do spełnienia tzw. kontraktu. Może to być:
- Wzięcie odpowiedniej liczby lew (brydż)
- Zdobycie odpowiedniej ilości punktów w kartach i innych premiach (tysiąc)
- Wzięcie dokładnie określonej liczby lew (planowanie)
- Wygranie gry o co najmniej daną wartość punktową (skat)

#### Częste reguły rozgrywki
- Obowiązek dokładania do koloru – występuje w prawie wszystkich grach tej grupy. Gracz musi dołożyć kartę w kolorze wyjścia, tj. w kolorze pierwszej karty dołożonej do lewy, o ile ma taką możliwość.
- Atu – jeden z kolorów jest wyznaczony jako najstarszy. Karty atutowe są zawsze starsze od kart w innych kolorach. Kolor atutowy może być losowany, wybierany przez jednego z graczy (skat), wyznaczany przez licytację (brydż), lub uzależniony od innych czynników (tysiąc, gdzie atutowym staje się kolor zgłoszonego meldunku). Istnieją też gry, gdzie część lub cały atut jest stały. Karty tarotowe zawierają 22 taroki – karty spełniające zawsze rolę atutów, natomiast w skacie cztery walety są zawsze atutami.
- Obowiązek atutowania – w niektórych grach (wszystkie odmiany tarota) gracz musi zagrać atu jeśli nie posiada karty w kolorze wyjścia.
- Obowiązek bicia – w niektórych grach (tysiąc) gracz musi starać się zabrać lewę, jeśli ma taką możliwość.

#### Możliwe cele gry
- Wzięcie odpowiedniej liczby lew. (brydż, 3-5-8, wist)
- Wzięcie kart o odpowiedniej wartości punktowej (tysiąc, skat, pidro)
- Unikanie brania lew, lub określonych kart (kierki). Ten element często pojawia się w grach o innym celu jako alternatywna deklaracja (rozgrywka zerowa w skacie).

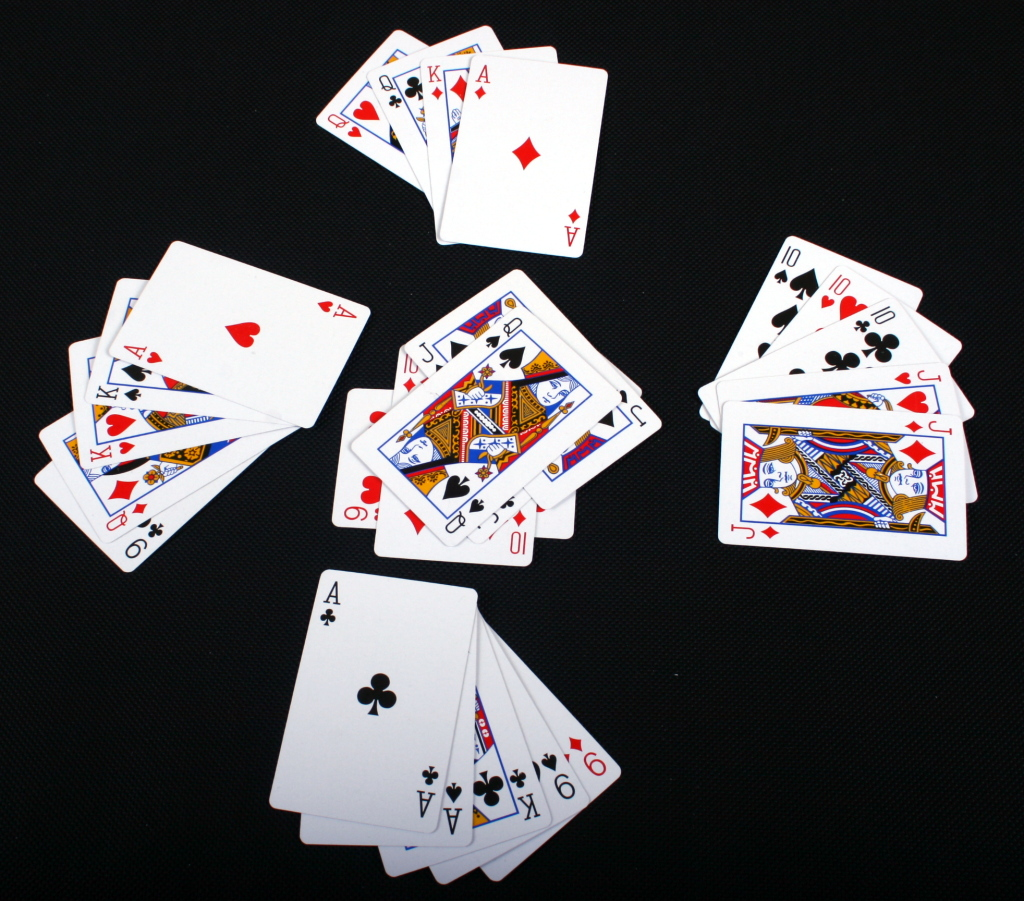
Przykładowa rozgrywka w pana

### Gry których celem jest zdobywanie lub pozbywanie się kart
- makao
- wojna
- kierki
- garibaldka
- pan
- oszust
- remik

### Gry, których celem jest tworzenie określonych układów
- poker
- kuku
- kent
- kanasta

### Gry oparte na porównywaniu kart
- wojna
- oczko
- blackjack

## Początki
Karty do gry były już znane prawdopodobnie w Chinach przed X wiekiem. Powstały na skutek przeniesienia na papier notacji używanej w czasie gry w kości. Najprawdopodobniej były wykonane z cienkich listewek bambusowych, na których malowano oznaczenia. 
Inne karty wywodzą się z chińskich papierowych pieniędzy – uważa się, że w najstarszych grach używano prawdziwych banknotów. Chińską kartę, uważaną za najstarszy egzemplarz, znaleziono w 1905 roku w chińskim Turkiestanie. Karta ta, będąca odpowiednikiem „Czerwonego kwiatu” we współczesnej talii chińskiej, pochodzi prawdopodobnie z XI wieku. 
Do Europy karty trafiły około XIV wieku. W niektórych krajach ich forma pozostała bez zmian; najstarsze zachowane europejskie karty pochodzą z Francji.
Pierwsze karty były ręcznie malowane i bardzo drogie, dopiero po upowszechnieniu się druku trafiły „z dworu pod strzechy”.

### Dawne gry w karty

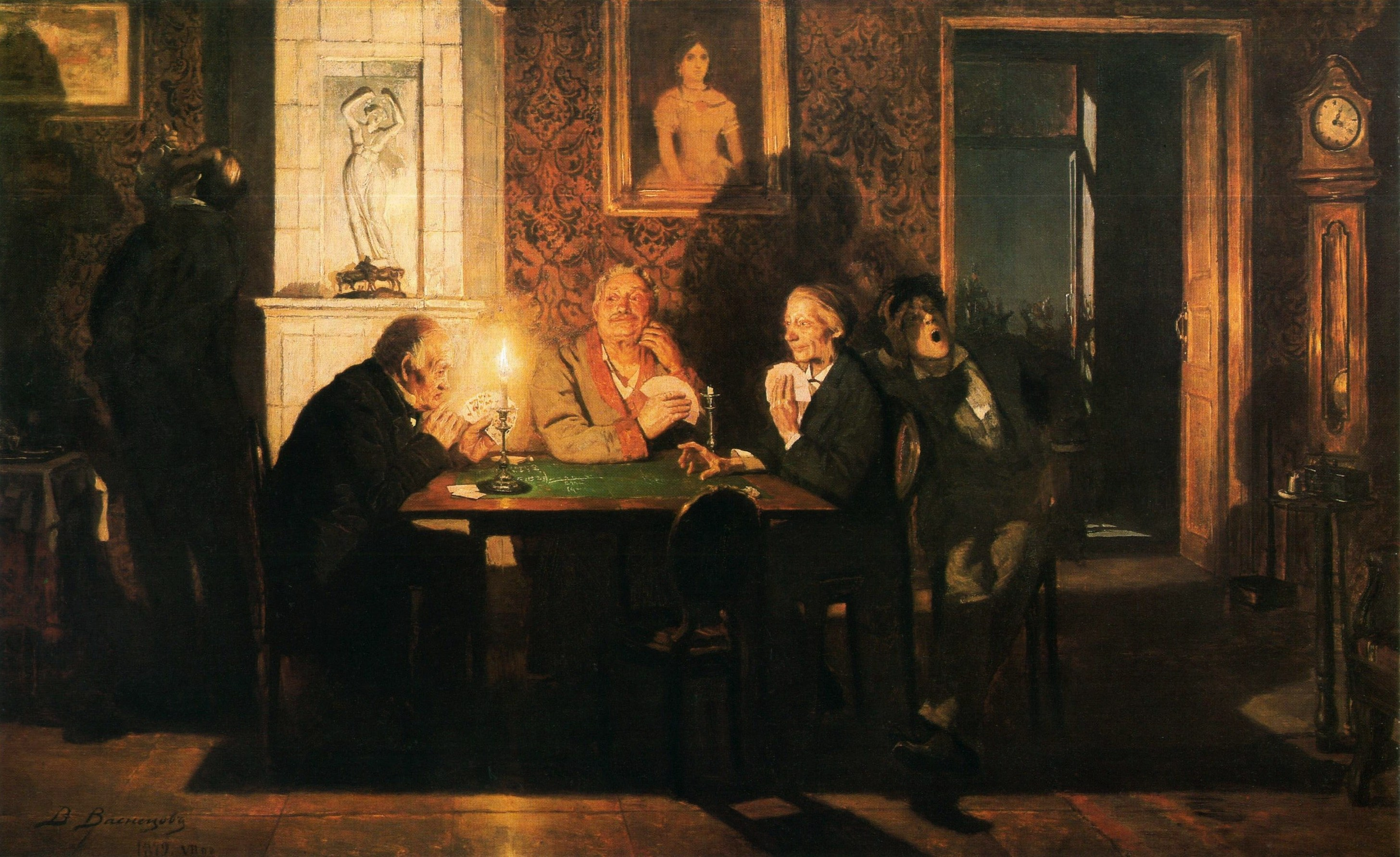
Gra w preferansa (mal. Wiktor Wasniecow, 1879)

| - bezik - boston - chapanka - chemin de ferre - drużbart - durak (dureń) - écarté - elbacwelba (elbik) - faraon (ćwik) - ferbel - flus (straszak) | - gieryłasz (gierłasz) - kupiec - kwindecz - labet - lancknecht (diabełek) - mariasz - okszen - pamfil (panfil) - passadieci - pikieta - plafon | - preferans - pryma - skat - stukułka - sztos - trent (trente et un) - tryszak - wint - wist - zechcyk (66) - żyd |

## Starszeństwo kart

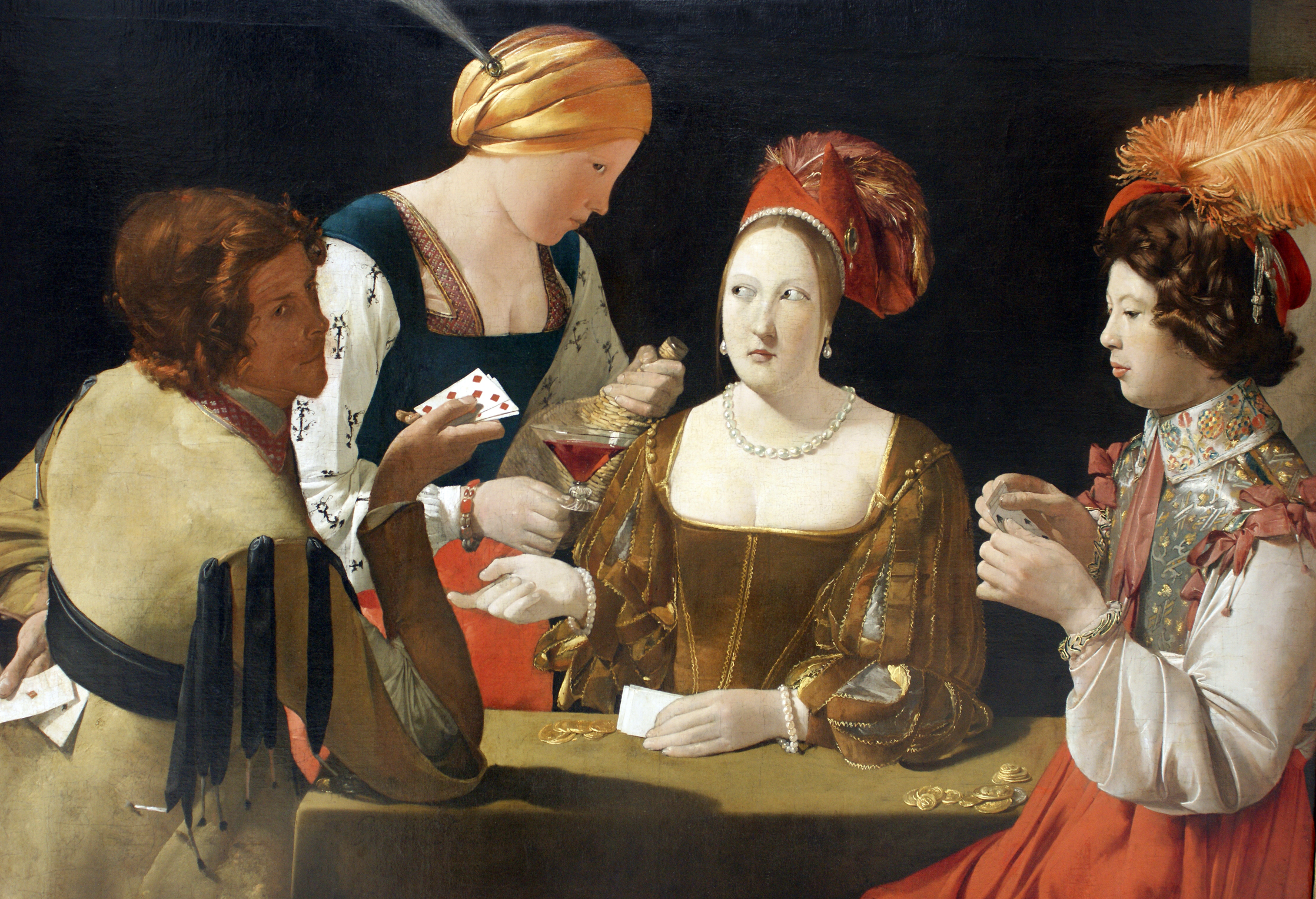
Oszust z asem karo (mal. Georges de La Tour, 1635)

Terminem starszeństwo kart określa się hierarchię ważności kart w tradycyjnych grach karcianych. W większości tych tradycyjnych gier przyjmuje się taką samą skalę starszeństwa:
as, król, dama (lub rycerz albo wyżnik), walet, 10, 9,..., 2,
przy czym w wielu grach nie używa się wszystkich blotek.
Asy w niektórych grach zaliczane są do figur, a w innych do blotek – mają one wtedy najniższą wartość w skali starszeństwa. W niektórych taliach są oznaczane jako „jedynka”.
Szczególną grą pod względem hierarchii kart jest gra w tysiąca, gdzie starszeństwo jest nieco inne:
as, 10, król, dama, walet, 9

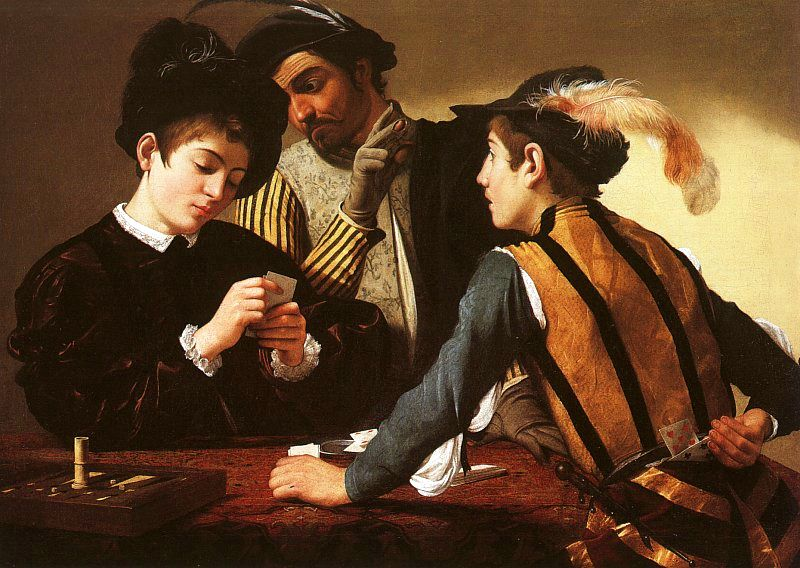
Oszuści (mal. Caravaggio, ok. 1594)

(reszta blotek nie bierze udziału w grze)
albo skat (w grze grand i kolor): 
cztery walety w kolejności: ♣️️J, ♠️️J, ♥️️J, ♦️J, as, 10, król, dama, 9, 8, 7.
Hierarchia kart może być niezmienna (w grach takich jak brydż, albo tysiąc), albo zależeć od kontraktu (w grach takich jak pięćset lub skat). 
W niektórych grach karcianych używa się także jokerów. Joker w kartach pełni dwie funkcje: zastępuje jakąś kartę (np. remik) lub uczestniczy w grze jak każda inna karta – wtedy w hierarchii ważności jest najwyżej (np. pięćset).

## Popularne gry karciane
Do najbardziej popularnych tradycyjnych gier karcianych należą: brydż, poker, kierki, makao, tysiąc, remik, do mniej popularnych – np. wist, blackjack i preferans.
Wśród najpopularniejszych kolekcjonerskich gier karcianych znajdują się Magic: The Gathering, Yu-Gi-Oh! oraz POKEMON. W Polsce popularne są także gry Veto i Dungeoneer.
Inne gry karciane, nie używające tradycyjnych kart, ale nie będące też grami kolekcjonerskimi to np. Cytadela, Zaginione Miasta, Munchkin, Wiochmen 2 czy Zombiaki.